# Khloé Kardashian
Khloé Alexandra Kardashian (Los Ángeles, California; 27 de junio de 1984) es una socialité, empresaria, presentadora de televisión y modelo estadounidense. Es mundialmente conocida por sus apariciones en los programas de telerrealidad Keeping Up with the Kardashians, Kourtney and Khloe Take Miami y Khloé & Lamar, que ha protagonizado junto a sus hermanas Kourtney, Kim, su madre Kris Jenner y su exmarido, el jugador de baloncesto Lamar Odom, además de coprotagonizar el juego de la aplicación de su hermana mayor Kim Kardashian: Kim Kardashian: Hollywood y conducir junto a Ricky Guillart el programa de entrevistas nocturnas H! Wood Show.

## Primeros años
Nació el 27 de junio de 1984 en California. Tiene ascendencia armenia por parte de su padre, quien era un prestigioso abogado, y ascendencia inglesa, galesa, escocesa y neerlandesa por parte de su madre. Su padres se divorciaron en 1989 y su madre se casó con el olimpista Bruce Jenner en 1991, de quien se divorció en 2015 y quien actualmente es Caitlyn Jenner. 
Tiene dos hermanas Kourtney Kardashian y Kim Kardashian y un hermano, Rob Kardashian, quien es el más cercano a ella y con quien convivió varios años tras independizarse y casarse. Además, tiene dos medio-hermanas por parte materna Kendall Jenner y Kylie Jenner, fruto del segundo matrimonio de su madre. Durante el matrimonio de su madre constó de tres hermanastros: Burt, Brandon y Brody, y una hermanastra, Cassandra.
Es la más diferente físicamente de sus hermanas ya que es notablemente más alta y su apariencia es mucho más caucásica que la de sus hermanos. Debido a esto Khloé llegó a pensar durante muchos años si ella era de distinto padre, incluso se llegó a decir que podría ser hija de O. J. Simpson, amigo de su padre. Este rumor fue negado rotundamente por Kris Jenner, su madre, quien ha afirmado que Khloé se parece mucho a su abuela paterna. Khloé Kardashian era la más allegada a su padre Robert Kardashian,  tenía con él una estrecha relación y se llevaban muy bien, en muchos momentos del reality se puede ver que aún lo tiene muy presente y le duele mucho su partida.
A los 17 años, Khloé Kardashian tuvo un accidente automovilístico en el que iba con su hermano pequeño. El impacto hizo que atravesara el parabrisas de su coche, lo que le ocasionó que quedase inconsciente y sufrir una grave conmoción cerebral, causándole pérdida de memoria a largo plazo.

## Carrera

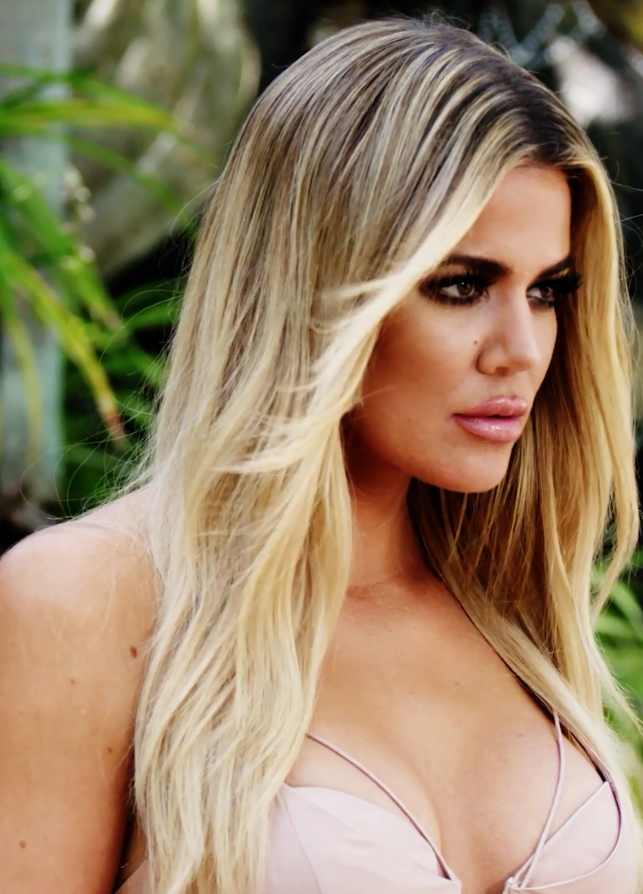
Khloé en 2016

### Empresaria
Es copropietaria de D-A-S-H, una boutique que fundó junto a sus hermanas Kourtney y Kim en Calabasas, California; luego en Miami, Florida; y recientemente en la ciudad de Nueva York. En junio del 2009, Khloé y sus hermanas se asociaron con "Natural Products Association" para crear "Idol White" un lápiz blanqueador de dientes.
En mediados del 2010, junto a sus hermanas, lanza la línea de cuidado para la piel "Perfect Skin", con tres pasos. En diciembre del mismo año, sale a la venta un libro escrito también junto a sus hermanas Kourtney y Kim, llamado: "Kardashian Konfidential". Viajó por diferentes ciudades del mundo para promocionar dicho libro. Lanzó un perfume unisex conjuntamente con su exesposo. En noviembre de 2012, lanzó junto a sus hermanas la línea de maquillajes "Khroma beauty".

### Televisión
Desde 2007 y hasta 2021, Khloé coprotagoniza el programa Keeping Up with the Kardashians en el canal E!, una telerrealidad centrada en su vida y la de sus hermanas.
Participó en la octava temporada de The Celebrity Apprentice (marzo-mayo de 2009), pero fue eliminada en el sexto reto por haber ido a la cárcel tras haber conducido bajo la influencia del alcohol.
En abril de 2009, Kourtney y Khloé anunciaron que habían sido contratadas para llevar a cabo una serie derivada de Keeping up with the Kardashians; en el que se las seguía en el lanzamiento de su nueva tienda D-A-S-H en Miami, Florida. La Serie Kourtney and Khloe Take Miami se estrenó el 16 de agosto de 2009 a las 10 PM en el canal E!. Durante la grabación del programa, Khloé se unió a Top 40 Mainstream por WHYI por estar cuatro horas semanales en un programa de conversación y entretenimiento.
Ha trabajado en el canal E! como copresentadora en alfombras rojas y todo tipo de entrevistas. También fue copresentadora en el programa de televisión The X Factor USA junto a Mario López.
Apareció en la temporada 6, episodio 11 de RuPaul's Drag Race como jueza superespecial junto a Bob Mackie.
En diciembre de 2015 se anunció el programa 'Kocktails with Khloé'  en el canal estadounidense FYI y que se estrenó el 20 de enero de 2016.
Desde 2023 conduce un programa de entrevistas nocturnas llamado H! Wood Show, para la plataforma de streaming Hulu, en el elenco se encuentran Camila Cabello, Ricky Guillart y Jennifer Lopez, además de la sección Vogue con Anna Wintour.

### Actuación
En el 2008, Khloé aparece en dos episodios de MADtv haciendo de varios papeles: de ella misma, de sus hermanas, Audrina Patridge y de nueva novia de Hugh Hefner.
En diciembre del 2009, Khloé apareció en la película independiente Psychotherapist con un papel menor.

### Problemas legales
El 12 de noviembre en el capítulo "Remembering Dad" de Keeping Up with the Kardashians se muestra que Khloe es arrestada por conducir bajo los efectos del alcohol. Los encargados del programa no grabaron el incidente sino que fue una puesta en escena.
El 18 de noviembre de 2009, Khloé se presentó en la cárcel para cumplir su condena de violación de libertad condicional por su incidente de DUI. Debía cumplir una pena de 30 días y la inscripción en un programa de tratamiento de alcohol por tres semanas luego de su salida. Khloe salió tres horas después de su ingreso a la cárcel debido al hacinamiento.

### Tatuajes
El 28 de agosto de 2008 se hizo un tatuaje en su muñeca izquierda con la frase Te amo ("I love you") con el manuscrito de su padre Robert Kardashian, tiene otro tatuaje en la cintura, una cruz que dice "Daddy" en honor a su padre.
El 27 de octubre de 2009 se tatuó en su mano izquierda las letras "LO" en letra cursiva por las iniciales de su exesposo Lamar Odom, Lamar también se tatuó las iniciales de Khloé "KO" pero en ambas manos.

### Premios
Khloé Kardashian ganó el premio a The Reality TV Star of 2018 y junto a sus hermanas como Reality Show of 2018.

## Vida personal

### Matrimonio
El 27 de septiembre de 2009, Khloé Kardashian se casó con el jugador de baloncesto de la NBA Lamar Odom. La pareja se casó un mes después de conocerse en una fiesta para la compañía del equipo de Odom, Metta World Peace.
Días después de su matrimonio Khloé quitó su segundo nombre, Alexandra, y agregó su apellido de casada como muestra de amor, convirtiéndose en Khloé Kardashian Odom. La feliz pareja, que residía en una mansión en el estado de California junto al hermano menor de Khloé, Rob Kardashian, adoptó un perro bóxer en común llamado Bernard "BHops" Hopkins el cual se hizo muy famoso en el reality y las redes sociales.
El 13 de diciembre de 2013, después de meses de especulación, Khloé solicitó el divorcio a Odom y la restauración legal de su apellido y segundo nombre después de 4 años de relación y matrimonio. Tras las declaraciones de Lamar de haber cometido muchas infidelidades durante años y de su consumo frecuente de drogas y alcohol.
Los documentos de divorcio fueron firmados por ambas partes en julio de 2015, después de dos años separados e intentos de reconciliación por parte de Lamar Odom, sin embargo, el divorcio aún no había recibido la aprobación final de un juez, pues ambos se encontraban en proceso judicial. 
En octubre de 2015, Odom fue hospitalizado después de ser encontrado inconsciente en un burdel de Las Vegas, Nevada, Estados Unidos. Posteriormente estuvo en coma durante cuatro días debido a sus excesos. Mientras este estaba gravemente en el hospital, al cual Khloé acudía frecuentemente a visitarlo, esta paralizó su demanda de divorcio. En una entrevista con People Magazine, ella confirmó que no se habían reconciliado y que el divorcio había sido paralizado temporalmente sólo para poder tomar decisiones médicas en nombre de su ahora exmarido ya que se encontraba en una delicada situación. El divorcio de Khloé y de Lamar fue finalizado en diciembre de 2016 tras la completa recuperación de este.

### Salud
Durante su matrimonio con Lamar Odom, Khloé se sometió a diversos tratamientos de fertilidad tras muchos intentos fallidos para quedar embarazada.
Ella misma ha afirmado que durante años sufrió muchos problemas de fertilidad debido a una inestabilidad hormonal en su cuerpo. 
A raíz de su separación, Khloé decidió bajar de peso y llevar una vida más sana, actualmente se puede apreciar un notable cambio en su apariencia física, lo cual le permitió posteriormente contar su experiencia mediante la creación de su propio libro.

### Noviazgos
Tras dos años de soltería, Khloé intentó rehacer su vida sentimental con el rapero French Montana, relación que duró tan sólo unos meses y, que a pesar de ser pública, nunca se formalizó.
Posteriormente volvió a intentarlo con el jugador de baloncesto James Harden con quien formalizó una difícil relación en 2015. 
Finalmente el jugador puso punto final a la relación en 2016 e hizo público el hecho días después. Más tarde empezó a difamar a la empresaria y concedió varias entrevistas a la prensa rosa donde entre otras cosas, hablaba sobre el "mal olor de las partes íntimas" de Khloé y de las intimidades tanto de la pareja, como de la familia Kardashian, a quien luego se le unió el exmarido de esta, Lamar Odom. Ante toda esta polémica, la menor de las Kardashian por su parte, decidió no comentar las acusaciones de estos ante los medios y actuar solamente por vía legal.
En diciembre de 2016 hizo pública su relación con el también jugador de baloncesto, Tristan Thompson, a quien conoció en septiembre de ese mismo año después de que unos amigos en común les organizaran una cita a ciegas. En marzo de 2017 la pareja decidió empezar a convivir en Ohio, Estados Unidos por causas laborales de Thompson. A principios del mes de abril de 2018, la pareja ocupó las portadas de la prensa rosa tras difundirse vídeos y fotografías de Thompson con otras mujeres, donde se confirmaba que este le había sido infiel a la socialité durante su embarazo. Después de eso, Khloé Kardashian fue vista múltiples veces en compañía suya, lo que generó rumores de una posible reconciliación. Retomaron su relación al mes siguiente, sin embargo, en febrero de 2019, finalmente anunciaron su separación tras diversas infidelidades por parte de Thompson, entre ellas con Jordyn Woods, una amiga cercana de Khloé. 
El 10 de noviembre de 2020, se anunció la reconciliación de Khloé y Thompson. En diciembre de 2020 se hizo público su compromiso.

### Maternidad
En diciembre de 2017 y después de muchas especulaciones por parte de la prensa rosa y de los seguidores de la familia Kardashian, Khloé anunció en sus redes sociales que se encontraba embarazada de su primer hijo junto a Tristan, posteriormente añadió que quiso llevarlo en secreto porque se trataba de un momento muy importante y ansiado para ella, y quería disfrutar de su embarazo en total tranquilidad, para garantizar la mayor seguridad durante la gestación de su hijo, ya que en el pasado había pasado por graves problemas de fertilidad.
El jueves 12 de abril de 2018 a las 4:00 de la madrugada, Khloé Kardashian de 33 años, dio a luz a una niña llamada True Thompson en Cleveland, Ohio.
El 13 de julio de 2022 anunció en sus redes sociales que está esperando su segundo hijo con Thompson por medio de la gestación subrogada. Su hijo, Tatum Robert Thompson, nació el 28 de julio de 2022.

### Ideología
Khloé Kardashian apoya el reconocimiento del genocidio armenio y ha visitado el monumento de las víctimas en Ereván, Armenia. En abril de 2015, Khloé acompañó a su hermana, Kim Kardashian, y su cuñado, Kanye West, a Jerusalén, Israel, para realizar el bautizo de su sobrina, North West, en la Iglesia apostólica armenia, en la Catedral de Santiago. Y una vez allí fue nombrada madrina de North durante la ceremonia.

## Filmografía

#### Películas
| Año  | Título                | Rol            | Notas                                                          |
| ---- | --------------------- | -------------- | -------------------------------------------------------------- |
| 1997 | The Faculty           |                |                                                                |
| 1998 | She's All That        |                |                                                                |
| 1999 | Light It Up           |                |                                                                |
| 2008 | Horton Hears a Who!   | Cat            | Voz                                                            |
| 2010 | Silent Library        |                |                                                                |
| 2010 | School Gyrls          |                |                                                                |
| 2011 | Los mercenarios 2     | Pipa           |                                                                |
| 2012 | Love and Honor        | Stella Wright  | Protagonista                                                   |
| 2012 | The Sky is Everywhere |                | Película basada en la novela homónima escrita por Jandy Nelson |
| 2013 | I Spy                 | Kylie          | Protagonista                                                   |
| 2013 | Dinner in Montreal    |                | Protagonista                                                   |
| 2013 | Queen Mary            | Queen Mary     | Protagonista                                                   |
| 2013 | At Any Price          |                |                                                                |
| 2013 | Snow Piercer          | Willer Hawkins | Thriller dirigido por Bong Joon-ho                             |
| 2015 | The Throwback         |                | Protagonista                                                   |

#### Televisión
| Año  | Título                              | Rol        | Notas                          |
| ---- | ----------------------------------- | ---------- | ------------------------------ |
| 2005 | Walker, Texas Ranger: Trial by Fire | Emma       | Protagonista                   |
| 2006 | Brain Zapped                        | Grace      | Protagonista                   |
| 2012 | The X Factor                        | Ella misma | Presentadora                   |
| 2023 | H! Wood Show                        | Ella misma | Presentadora Primera Temporada |